# Крисчън Камарго
Крисчън Камарго (на английски: Christian Camargo) (роден на 7 юли 1971 г.) е американски актьор. Вероятно е най-популярен с ролите си на Брайън Моузър в „Декстър“, Майкъл Кориган „Къща от карти“ и Елизар в „Здрач: Зазоряване – Част 1“ и „Част 2“.

## Образование
Възпитаник е на Джулиард.

## Личен живот
През ноември 2008 г. се жени за актрисата Джулиет Райлънс.

## Частична филмография
- „Пътеводна светлина“ – 1998
- „Плънкет и Маклийн“ – 1999
- „Лошото момче“ – 1999
- „Двоен изстрел“ – 2001
- „Бумтаун“ – 2003
- „Безследно изчезнали“ – 2003
- „От местопрестъплението“ – 2003
- „Ченге в пола“ – 2004
- „Шепот от отвъдното“ – 2005
- „Декстър“ – 2006 – 2011
- „Студио 60“ – 2007
- „Съкровището: Книгата на тайните“ – 2007
- „Чистачът“ – 2008
- „Войната е опиат“ – 2008
- „Закон и ред“ – 2009
- „Криминални уравнения“ – 2009
- „Медиум“ – 2011
- „Менталистът“ – 2011
- „Здрач: Зазоряване – Част 1“ – 2011
- „Здрач: Зазоряване – Част 2“ – 2012
- „Добрата съпруга“ – 2012
- „Хейвън“ – 2013
- „Ромео и Жулиета“ – 2014
- „Елементарно, Уотсън“ – 2014
- „Къща от карти“ – 2015
- „Викторианска история“ – 2016